# Hành chính thời nhà Đường

Phân cấp hành chính nhà Đường năm 742 thời Đường Huyền Tông, dựa trên cuốn The Cambridge History of China.

Cương vực nhà Đường và những thay đổi của nó trong suốt lịch sử.

Từ thời nhà Tùy đã thực hiện chế độ châu huyện, sau đổi sang chế độ quận huyện. Đường lại đổi quận là châu, khôi phục 2 cấp châu huyện. Đầu năm Trinh Quán đời Thái Tông, thiên hạ đại định, Đường Thái Tông căn cứ theo địa hình sông núi toàn quốc mà phân ra 10 đạo: Quan Nội, Hà Nam, Hà Đông, Hà Bắc, Sơn Nam, Lũng Hữu, Hoài Nam, Giang Nam, Kiếm Nam và Lĩnh Nam, gọi là Trinh Quán thập đạo. Mỗi đạo đặt chức quan sát sứ để giám sát, không có chức năng hành chính. Trong các châu nhà Đường lại thiết lập ra "phủ". Trước năm Khai Nguyên thứ nhất đã thiết lập Kinh Triệu phủ và Hà Nam phủ. Khi thời Khai Nguyên xã hội ngày càng thăng tiến, hoàng đế dần đổi nhiều châu ra thành phủ. Đến năm Thần Long thứ 2 đời Đường Trung Tông, lại đặt ra thập đạo Tuần sát sứ, thập đạo tồn phủ sứ, và thập đạo án sát sứ. Lại đặt vài quan giám sát ở các đô thị do triều đình trung ương phái khiển, không trú lại nhất định, trị sở không cố định. Năm Khai Nguyên thứ 21, tại vùng Quan Nội quanh Trường An lại phân ra Kinh kì đạo, vùng Hà Nam quanh Lạc Dương phân ra Đô kì đạo, phân đạo Sơn Nam ra làm hai đạo đông và tây, lại phân Giang Nam ra làm hai đạo đông tây và Kiềm Trung, cộng lại là 15 đạo, gọi là Khai Nguyên thập ngũ đạo. Mỗi đạo thiết lập cố định một viên quan giám sát là quan sát sứ, giống như nhà Hán thiết lập thứ sử làm chức trách giám sát ở các châu, mỗi địa phương đều thiết lập trị sở cố định (thủ phủ), chính thức thành lập 15 giám sát khu, dần dần đã có chuyển biến trong khu vực hành chính. Từ đây, hình thành 3 cấp hành chính: đạo, châu (phủ), huyện; do cấp đạo có ít chức năng hành chính nên 3 cấp hành chính lúc này gọi là hư tam cấp.Tại biên cương, kình kỳ và các khu vực trọng yếu, nhà đường thiết lập đô đốc phủ do võ quan đô đốc kiêm quản quân sự lẫn dân chính các châu quận. Toàn quốc có hơn 40 phủ Đô đốc chia làm 3 cấp: Đại, Trung, Hạ  Dưới đây là danh sách 15 đạo:
| Phân cấp hành chính nhà Đường năm 742 Lũng Hữu Lĩnh Nam Giang Nam đông Giang Nam tây Kiềm Trung Kiếm Nam Hà Nam Hoài Nam Sơn Nam đông Sơn Nam tây Kinh Kỳ Quan Nội Đô Kì Hà Đông Hà Bắc Khố Mạc Hề Khiết Đan Bột Hải Nam Chiếu Thổ Phồn Hậu Đột Quyết |
| Phân cấp hành chính nhà Đường năm 742 cùng các chính quyền ngoại biên |

1. Kinh kỳ đạo, trị sở là thủ đô Tây Kinh Trường An: Kinh Bắc phủ （nay thuộc thành phố Tây An, tỉnh Thiểm Tây);
2. Quan Nội đạo, trị sở ở Trường An: Kinh Triệu phủ （nay thuộc thành phố Tây An, tỉnh Thiểm Tây.);
3. Đô kì đạo, trị sở là Đông Đô Lạc Dương: Hà Nam phủ （nay thuộc thành phố Lạc Dương, tỉnh Hà Nam);
4. Hà Nam đạo, trị sở đặt ở Biện Châu (nay thuộc thành phố Khai Phong, tỉnh Hà Nam);
5. Hà Đông đạo, trị sở đặt ở Bồ Châu (nay thuộc phía tây thành phố Vĩnh Tế, tỉnh Sơn Tây);
6. Hà Bắc đạo, trị sở ở Ngụy Châu (nay thuộc đông bắc huyện Đại Danh, tỉnh Hà Bắc);
7. Sơn Đông tây đạo, trị sở ở Lương Châu (nay thuộc thành phố Hán Trung, tỉnh Thiểm Tây);
8. Sơn Nam đông đạo, trị sở ở Tương Châu (nay thuộc thành phố Tương Dương, tỉnh Hồ Bắc);
9. Hoài Nam đạo, trị sở ở Dương Châu (nay thuộc thành phố Dương Châu, tỉnh Giang Tô);
10. Giang Nam đông đạo, trị sở ở Tô Châu (nay thuộc thành phố Tô Châu, tỉnh Giang Tô);
11. Giang Nam tây đạo, trị sở ở Hồng Châu (nay thuộc thành phố Nam Xương, tỉnh Giang Tây);
12. Kiềm Trung đạo, trị sở ở Kiềm Châu (nay thuộc huyện Bành Thủy, thành phố Trùng Khánh);
13. Lũng Hữu đạo, trị sở ở Thiện Châu (nay thuộc huyện Lạc Đô, tỉnh Thanh Hải);
14. Kiếm Nam đạo, trị sở ở Ích Châu (nay thuộc Thành Đô, tỉnh Tứ Xuyên);
15. Lĩnh Nam đạo, trị sở ở Quảng Châu (nay thuộc thành phố Quảng Châu, tỉnh Quảng Đông).

Trấn thủ ở tại các đạo là các võ tướng gọi là đô đốc, về sau đô đốc nắm quyền ở các đạo hay một bộ phận của đạo được trao cờ tiết xưng là tiết độ sứ. Sau khi bình định loạn An Sử, nhà Đường liền lập ra nhiều chức tiết độ sứ để quản hạt các địa khu trong nước, gọi là phiên trấn. Về sau khiến cho Tiết độ sứ chuyên quyền ở các địa phương, một số còn gây loạn, những tiết độ sứ khác thì chiêu binh mãi mã, thành một tập đoàn quân sự riêng gần như tách biệt khỏi triều đình. Cuối thời Đường, tồn tại 3 cấp hành chính: phiên trấn (quân) và châu (phủ), huyện. Cuối thời Đường đã có khoảng 4-50 phiên trấn, trừ Kinh Triệu phủ (Kinh đô) và một vài châu nhỏ ở ngoài phủ Hà Nam, các nơi khác trong toàn quốc đều xảy ra cục diện phiên trấn cát cứ. Thời Đường Đức Tông đã từng có phiên trấn ở Hà Sóc làm loạn từng uy hiếp kinh đô Trường An, Đức Tông phải dời đến Hán Trung, suốt 4 năm mới bình được loạn, nhưng cũng từ đó về sau họa phiên trấn ngày càng lan rộng. Thời Đường Hiến Tông đã từng bình dẹp loạn Ngô Nguyên Tế ở Hoài Tây, các thế lực địa phương quy thuận triều đình trung ương, nhưng họa vẫn chưa diệt trừ tận gốc. Sau khi Hiến Tông mất thì cục diện cát cứ loạn lạc lại tiếp tục diễn ra. Và cuối cùng nhà Đường bị diệt vong trong tay một tiết độ sứ là Chu Ôn. Sau nhà Đường, thời kỳ Ngũ Đại Thập Quốc thực tế là kế tục cái họa của phiên trấn gây ra, chỉ một số phiên trấn nổi lên hoàn toàn độc lập. Nhà Đường chủ yếu có các bậc quan ở địa phương như sau:
- Châu (quận) đứng đầu là: thứ sử (thái thú);
  - Biệt giá, Trưởng sử, Tư mã;
  - Lục sự, Tham quân sự；
  - Lục tào: Ty công, Ty thương, Ty hộ, Ty binh, Ty pháp, Ty sĩ.
- Huyện: Huyện lệnh;
  - Huyện thừa, Chủ bạ;
  - Huyện úy, Lục sự, Tả sứ.
- Hương: Kì lão;
- Lí: Lý chính;
- Thôn: Thôn trưởng;
- Bảo: Bảo trưởng